# セリア・ラフィットデュポン
セリア・ラフィットデュポン（Célia Lafitedupont）は、フランスの編集技師。

## 作品
- ある朝突然、スーパースター